# Neverin
Neverin – miejscowość i gmina w Niemczech, w kraju związkowym Meklemburgia-Pomorze Przednie, w powiecie Mecklenburgische Seenplatte, siedziba Związku Gmin Neverin.

## Współpraca
- Hürup, Szlezwik-Holsztyn[2]